# Urazy kości i stawów
Urazy kości i stawów – urazy mechaniczne aparatu ruchu. Dotyczą one zarówno kości, jak i stawów. Jednym z najczęstszych urazów jest skręcenie, czyli naciągnięcie lub rozerwanie torebki stawowej, czy ścięgien np. więzadeł. Niebezpieczniejsze jest także zwichnięcie, które polega na nieprawidłowym ułożeniu się powierzchni stawowych tj. panewki i nasady kości wobec siebie. Najgroźniejszym urazem mechanicznym szkieletu jest złamanie kości, lecz występują także pęknięcia kości.

## Klasyfikacja

### Złamania
- ze względu na miejsce wystąpienia w ustroju: zamknięte, otwarte
- ze względu na przyczynę: bezpośrednie, pośrednie
- ze względu na stopień komplikacji: proste, powikłane
- ze względu na ilość: pojedyncze, mnogie
- ze względu na liczbę miejsc, w których kość została uszkodzona: jednokrotne (jednoodłamowe), wielokrotne  (wieloodłamowe)
- ze względu na powierzchnie złamania: całkowite, częściowe (pęknięcia, nadłamania, wgniecenia)
- inne: śródstawowe, podokostnowe (tzw. „złamanie zielonej gałązki”)

### Zwichnięcia
- ze względu na miejsce wystąpienia w ustroju: zamknięte, otwarte
- ze względu na stopień przemieszczenia powierzchni stawowych: całkowite, częściowe

### Skręcenia
- ze względu na stopień uszkodzeń torebki stawowej: z naciągnięciem torebki, z naderwaniem torebki, z przerwaniem torebki

### Stłuczenia
- ze względu na miejsce wystąpienia w układzie kostno-stawowym: kostne, stawowe